# Allium clathratum
Espèce
Classification APG III (2009)
Allium clathratum est une espèce d'oignons de la famille des Amaryllidacées originaire d'Asie tempérée (Xinjiang, Kazakhstan, Mongolie et Sibérie (Tuva, Krasnoïarsk, Sibérie occidentale et Krai de l'Altaï)). Il pousse sur les pentes sèches et les parois des falaises à des altitudes de 400 à 2000 m,,,.
Allium clathratum produit des bulbes étroits dépassant rarement 10 mm de large. Les ombelles sont hémisphériques, avec de nombreuses fleurs roses,.